# Stanislav Dostál (1991)
Stanislav Dostál (* 20. června 1991 Zlín) je český profesionální fotbalový brankář, odchovanec a hráč moravského klubu FC Trinity Zlín.

## Klubová kariéra
Dostál je odchovanec Zlína, do A-mužstva se dostal v roce 2008.
Dne 15. listopadu 2008 se stal v dresu Zlína v zápase proti SK Sigma Olomouc (remíza 1:1) ve věku sedmnáct let, čtyři měsíce a devatenáct dní historicky nejmladším brankářem 1. české ligy, o dva týdny překonal rekord Petra Čecha. V dresu Zlína chytal ze začátku sporadicky, brankářskou jedničkou se stal až v sezóně 2013/14.
Se Zlínem postoupil v sezóně 2014/15 do 1. české ligy.
Se zlínským týmem vyhrál v sezóně 2016/17 český fotbalový pohár, ve finále 17. května 2017 na Andrově stadionu v Olomouci přispěl čistým kontem k vítězství Zlína 1:0 nad druholigovým SFC Opava. V červnu 2017 přispěl k zisku další trofeje, premiérového Česko-slovenského Superpoháru (po zdolání Slovanu Bratislava).
Dne 14. září 2017 debutoval Dostál v evropských pohárech, a to, když udržel čisté konto v utkání proti Šeriffu Tiraspol v základní skupině Evropské ligy. Ve skupině si ještě připsal další dva starty, a to při prohrách 0:3 s Lokomotivem Moskva a Kodaní. Ve zbylých třech utkáních dostal přednost Zdeněk Zlámal.
V sezóně 2021/22 ztratil místo brankářské jedničky, mezi třemi tyčemi dostal přednost slovenský gólman Matej Rakovan.
Vedení Zlína podepsalo v červnu 2023 nové smlouvy se čtveřicí dlouholetých opor, kromě Dostála nové kontrakty dostali stoper Dominik Simerský, záložník Jakub Janetzký a univerzál Antonín Fantiš.

## Reprezentační kariéra
Nastupoval za české reprezentační výběry U18 a U19.